# しなのマイクロ
有限会社しなのマイクロ（Shinano Micro）は、かつて日本に存在した鉄道模型メーカーである。

## 概要
ドロップ加工やエッチング加工による金属製品を得意とし、発売された16番およびNゲージの全製品が金属製車体である。キャッチコピーは「造り込んだ工芸品の味」で、製品ラベルに印字されていた。
日本のNゲージメーカーとして、初めて動力ユニットにフライホイールを搭載した車両を発売した。
他社のOEM製造も請け負っており、Nゲージでは「みどりや」の他に機芸出版社発売のC55（流線形）エッチング板があり、Nゲージ以外では城山模型の一部製品の製造を担当した。

## 歴史
創業後、1970年代に多くの16番ゲージ（1/80 16.5mmゲージ）鉄道模型を製品化する。同社の金属加工技術を最大限に生かした、EF61・EF62といった国鉄の直流F級電機やEF70・EF81といった交流・交流直流電機の模型化で名を上げた。
その後はキハ391系や銚子電鉄デキ3など、同業他社とは一線を画したマイナー形式の製品化を精力的に行う。また、13mmゲージや9mmナローの車両模型を「ぷろじぇくと はちまる」名義の1/80スケール製品として発売している。
1978年には、ED17を製品化してNゲージにも参入。その後、ED15・21・27・42形・長野電鉄ED5000形などのD型電機シリーズを皮切りに、私鉄電車、国鉄電車を発売した。碓氷峠のレンガめがね橋、レンガ積みの給水塔や2線機関庫の金属製ストラクチュアなど多種多様な製品群を次々と発売していった。
ED17発売以降、Nゲージ重視となり16番ゲージの新製品はなくなった。1980年には、Nゲージ製品のブランド名をマイクロクス（Mycrox）と名付けた。同年8月の全日本鉄道模型ショウではプラスチック製国鉄電機発表を予定していたが直前に倒産した。

### 倒産後
しなのマイクロの倒産後、Nゲージ部門は有井製作所（アリイ）に引き取られ、発売予定であった国鉄183系電車や東武鉄道8000系がマイクロエースブランドの下で販売された。マイクロエースは、しなのマイクロの「マイクロ」とアリイの頭文字「A」（エース）を組み合わせたもので、有井製作所の鉄道模型部門の統轄会社名やブランド名を経て、2004年に企業名となった。
同社が2006年にHO/16番ゲージに参入した際、ブランド名として「Project 80」が使用された。